# 7. kolovoza
7. kolovoza (7. 8.) 219. je dan godine po gregorijanskom kalendaru (220. u prijestupnoj godini).
Do kraja godine ima još 146 dana.

## Događaji
- 1494. – Tiskan je Senjski glagoljski misal u senjskoj tiskari koja je djelovala od 1494. do 1508. godine. Senjski misal, prva je knjiga na hrvatskome jeziku tiskana nakon prvotiska Misala iz 1483. godine.
- 1498. – Kristofor Kolumbo otkrio Karibe
- 1912. – Rusija i Japan su potpisli sporazum o podjeli interesnih sfera u Mongoliji i Mandžuriji
- 1933. – Dan kad je počinjen najveći dio pokolja u Simelu u sj. Iraku, kojeg su organizirali i počinili irački organi vlasti, pri čemu je pobijeno oko 3.000 asirskih kršćana. , Asirci obilježavaju ovaj dan kao Mučenički dan odnosno Nacionalni dan žalosti.
- 1941. – U Kišinjevu u Rumunjskoj ubijeno 550 Židova
- 1960. – Bjelokosna Obala proglasila nezavisnost od Francuske
- 1995. – Zrakoplovstvo RS kao ispomoć pobunjenim Srbima napalo hrv. položaje u Županji, Virovitici, Požezi, Kutini i na Savi.
- 1997. – Oslobodilačka vojska Kosova preuzela odgovornost za niz oružanih napada na policijske stanice na Kosmetu i pozvala Albance u pokrajini da podrže oružanu pobunu protiv srpskih vlasti
- 1998. – U simultanim napadima na američka veleposlanstva u Nairobiju (Kenija) i Dar es Salaamu (Tanzanija) 224 mrtvih. Napadi povezani s Osamom bin Ladenom.
- 2002. – Najmanje 332 ljudi poginulo u poplavama i odronima zemlje diljem Nepala

| - 317. pr. Kr. – Konstantin II., rimski car († 340.) - 1612. – Boltižar Milovec, hrvatski pisac i isusovac († 1678.) - 1779. – Carl Ritter, njemački geograf († 1859.) - 1859. – Ilija Stanojević, srpski glumac, redatelj i pisac kazališnih komada († 1930.) - 1865. – Lovrenc Barilić, pisac i svećenik gradišćanskih Hrvata († 1945.) - 1876. – Mata Hari, nizozemska plesačica i njemački špijun († 1917.) - 1893. – Vlaho Paljetak, hrvatski šansonijer i skladatelj († 1944.) - 1930. – Josip Gabrić, jugoslavenski stolnotenisački velikan († 2014.) - 1934. – Marija Kohn, hrvatska glumica († 2018.) - 1939. – Mile Bogović, hrvatski biskup († 2020.) - 1962. – Željko Pervan, hrvatski komičar, scenarist i glumac - 1966. – Jimmy Wales, osnivač i predsjednik zaklade Wikimedija - 1972. – Goran Vlaović, hrvatski nogometaš - 1978. – Vanda Božić, hrvatska glumica - 1983. – Christian Chávez, meksički glumac i pjevač - 1999. – Sydney McLaughlin-Levrone, američka atletičarka | - 1106. – Henrik IV., njemačko-rimski car (* 1050.) - 1823. – Matijaš Laáb, gradišćanski hrvatski pisac i prevoditelj (* 1746.) - 1848. – Jöns Jakob Berzelius, švedski kemičar (* 1779.) - 1885. – Dragutin Accurti, hrvatski političar i publicist (* 1829.) - 1900. – Wilhelm Liebknecht, njemački političar, osnivač Druge internacionale (* 1826.) - 1938. – Konstantin Sergejevič Stanislavski, ruski glumac, teatrolog i redatelj (* 1863.) - 1957. – Oliver Hardy, američki glumac (* 1892.) - 1962. – Aurel Babeș, rumunjski znanstvenik (* 1886.) - 1963. – Kamilo Dočkal, hrvatski katolički svećenik češkog podrijetla (* 1879.) - 1989. – Mira Trailović, srpska kazališna redateljica - 2009. – Igor Krasavin, bjeloruski glumac (* 1971.) - 2012. – Veljko Rogošić, hrvatski plivač (* 1941.) - 2022. – Antun Masle, hrvatski novinar (* 1956.) |

## Blagdani i spomendani
- Sveta Afra